# Bill Perkins (Jazzmusiker)
William Reese „Bill“ Perkins (* 22. Juli 1924 in San Francisco, Kalifornien; † 9. August 2003 in Sherman Oaks, Kalifornien) war ein US-amerikanischer Jazzsaxophonist und -flötist.

## Leben
Perkins lebte bis zu seinem zehnten Lebensjahr in Chuquicamata in Chile, bevor seine Familie nach Santa Barbara (Kalifornien) zog. Er spielte schon als Kind Klarinette, später kamen Saxophon und Flöte hinzu. Nach dem Armeedienst im Zweiten Weltkrieg studierte er Musik und absolvierte ein Ingenieursstudium, das ihm in den 1960er Jahren die Arbeit als Tonmeister in verschiedenen Aufnahmestudios ermöglichte.
Zu Beginn der 1950er Jahre spielte Perkins in den Bigbands von Jerry Wald, Woody Herman und Stan Kenton. 1956 nahm er das erste Album als Bandleader auf; 1957 hatte er ein gemeinsames Quintett mit Jack Montrose, in dem Paul Moer, Paul Chambers und Mel Lewis spielten. 1959 arbeitete er bei Terry Gibbs; in den 1960er Jahren arbeitete er als Studiomusiker und Tontechniker; 1966 wirkte er bei Benny Carters Album Additions to Further Definitions mit, außerdem spielte er u. a. mit Marty Paich, Shorty Rogers, in Doc Severinsens Tonight Show Band, mit Lennie Niehaus, Johnny Mandel und Dave Grusin. Von 1974 bis 1977 war Perkins – meist als Baritonsaxophonist – Mitglied der Toshiko Akiyoshi-Lew Tabackin Big Band, zu hören u. a. auf dem Album Insights. Danach war er mit Howard Rumseys wiederbelebten Lighthouse All Stars auf Tournee und trat mit dem Sextett von Bud Shank und Shorty Rogers auf.

Im Laufe seiner Karriere wirkte Bill Perkins außerdem an Aufnahmen von John Lewis, Annie Ross, Chet Baker, Freddie Hubbard, Mel Tormé und Bill Holman mit.

## Diskografie
- The Bill Perkins Octet on Stage mit Carl Fontana, Russ Freeman, Mel Lewis, Red Mitchell, Gerry Mulligan, Jack Nimitz, Art Pepper, Shorty Rogers, Bud Shank, Stu Williamson, 1956
- 2 Degrees East, 3 Degrees West mit John Lewis, Jim Hall, Percy Heath, Chico Hamilton, 1956
- Tenors Head-On mit Hampton Hawes, Pete Jolly, Richie Kamuca, Stan Levey, Mel Lewis, Red Mitchell, 1956
- Just Friends mit Art Pepper, Richie Kamuca, 1956
- Bossa Nova, 1963
- Quietly There mit Larry Bunker, Victor Feldman, Red Mitchell, John Pisano, 1966
- Confluence, 1978
- Front Line mit Pepper Adams, Gordon Goodwin, Lou Levy, Bob Magnusson, Carl Burnette, 1978
- Many Ways to Go mit Gordon Goodwin, Clare Fischer, Bob Magnusson, Vince Lateano, 1980
- The Other Bill, 1981
- Journey to the East mit Frank Strazzeri, Joel Di Bartolo, Peter Donald, 1984
- Remembrance of Dino’s mit Alan Broadbent, Gene Cherico, Putter Smith, John Tirabasso, 1986
- Right Chemistry mit James Clay, Joel DiBartolo, Billy Mintz, Frank Strazzeri, 1987
- I Wished on the Moon mit dem Metropole Orkest, 1989–90
- Two as One mit Frank Strazzeri, 1990
- Our Man Woody mit Rick Baptist, Wayne Bergeron, Richard Bullock, Bob Cooper, Joseph Davis, Clay Jenkins, Paul Kreibich, Charles Loper, Andy Martin, Jack Nimitz, Brian Scanlon, Dave Stone, Frank Strazzeri, Bob Summers, 1991
- Frame of Mind mit Bill Berg, Ken Filiano, Clay Jenkins, Bob Leatherbarrow, Frank Strazzeri, Tom Warrington, 1993
- Perk Plays Prez mit Dave Carpenter, Paul Kreibich, Jan Lundgren, Jack Sheldon, 1995
- Live at Cappozzoli’s mit Steve Huffsteter, 2000
- Bill Perkins Danny Pucillo Quartet Plays Charles Mingus Like Nobody Else mit Jinshi Ozaki, Chris Colangelo, Danny Pucillo, 2003